# Henri-Alexis Brialmont
Pour les articles homonymes, voir Brialmont.
 (octobre 2024).
Henri-Alexis Brialmont, né le 25 mai 1821 à Maagdenberg près de Venlo et mort le 21 juillet 1903 à Saint-Josse-ten-Noode, est un militaire, architecte et personnalité politique belge.
Il est célèbre pour la conception et la réalisation du fort de Shinkakasa et des places fortifiées d'Anvers, de Liège et de Namur.

## Famille et vie privée
Henri-Alexis Brialmont est le fils aîné de Mathieu Brialmont, dont la carrière militaire fut illustre, et de son épouse née Anna-Maria Verwins.
Le 19 mai 1859, il épouse Justa-Sophie de Potter, la fille de Louis de Potter, membre du gouvernement provisoire de 1830, qui meurt le 28 mars 1875 dans l'hôtel familial à Saint-Josse-ten-Noode, le laissant sans descendance.
À plusieurs reprises, il se rend en villégiature à Nieuport (Belgique). Il y rencontre le capitaine Dreyfus.
Il meurt en son hôtel sis 7, rue de l'Équateur (actuellement 7, rue Brialmont) à Saint-Josse-ten-Noode le 21 juillet 1903 à l’âge de 82 ans. Les funérailles civiles se déroulent le 23 juillet 1903 sans cérémonial, sans honneurs militaires ni discours, comme il en avait expressément formulé le souhait.
Par sa sœur Élisabeth, il était l'oncle du peintre Robert Mols (1848-1903).

## Formation et premiers écrits
De son propre aveu, il reçoit une éducation « proche de celle des enfants de ferme ». Il est reçu de justesse à l’École royale militaire en 1838, mais il se distingue rapidement et se classe premier de sa promotion dès la deuxième année. Il conserve ce rang jusqu’à la fin de son parcours à l’École d’application, en 1843. Ses condisciples le surnomment « le Romain », pour son ardeur au travail et son caractère.
Il est ensuite désigné pour servir au régiment du Génie, en garnison à Liège puis participe, en tant qu'observateur, aux modifications de la forteresse de Diest en 1844.
En 1847, promu lieutenant, il est envoyé à Anvers pour coopérer aux travaux d’une brigade de topographes militaires. La même année, il est attaché au cabinet du ministre de la Guerre, le général Chazal.
Après les événements de 1848, qui ébranlent l’Europe, mais épargnent la Belgique, qui avait épuisé ses velléités révolutionnaires en 1830, l’armée, déjà mal vue par une opinion plutôt pacifiste, est considérée comme un fardeau inutile. Pourquoi, en effet, un pays neutre, dont la neutralité est garantie en théorie par les Grandes Puissances, aurait-il besoin d’une armée ? Brialmont se décide à combattre le camp pacifiste, rassemblé sous la bannière des Amis de la Paix. À cette fin, il publie en 1849 Éloge de la guerre, pamphlet qui rencontre un vif succès.
En août 1850, son père Mathieu Brialmont remplace Chazal au poste de ministre de la Guerre. Il démissionne toutefois quelques mois plus tard, sur les conseils de son fils, à la suite des débats parlementaires houleux sur le budget de l’armée que l’on voulait réduire de moitié. Après la démission de son père, Henri-Alexis Brialmont publie, en 1851 et 1852, un nouvel ouvrage, Considérations politiques et militaires sur la Belgique. Ces ouvrages, qui ont un grand retentissement aussi bien dans la presse belge que dans la presse étrangère, valent à Brialmont une décoration de chevalier de l’ordre de Léopold en 1856.
Il écrit ensuite une biographie du duc de Wellington, dont il est un fervent admirateur. Le premier volume parait en 1856, les deux suivants en 1857. Traduite en anglais, cet ouvrage rencontre un vif succès en Grande-Bretagne.

## Architecte militaire

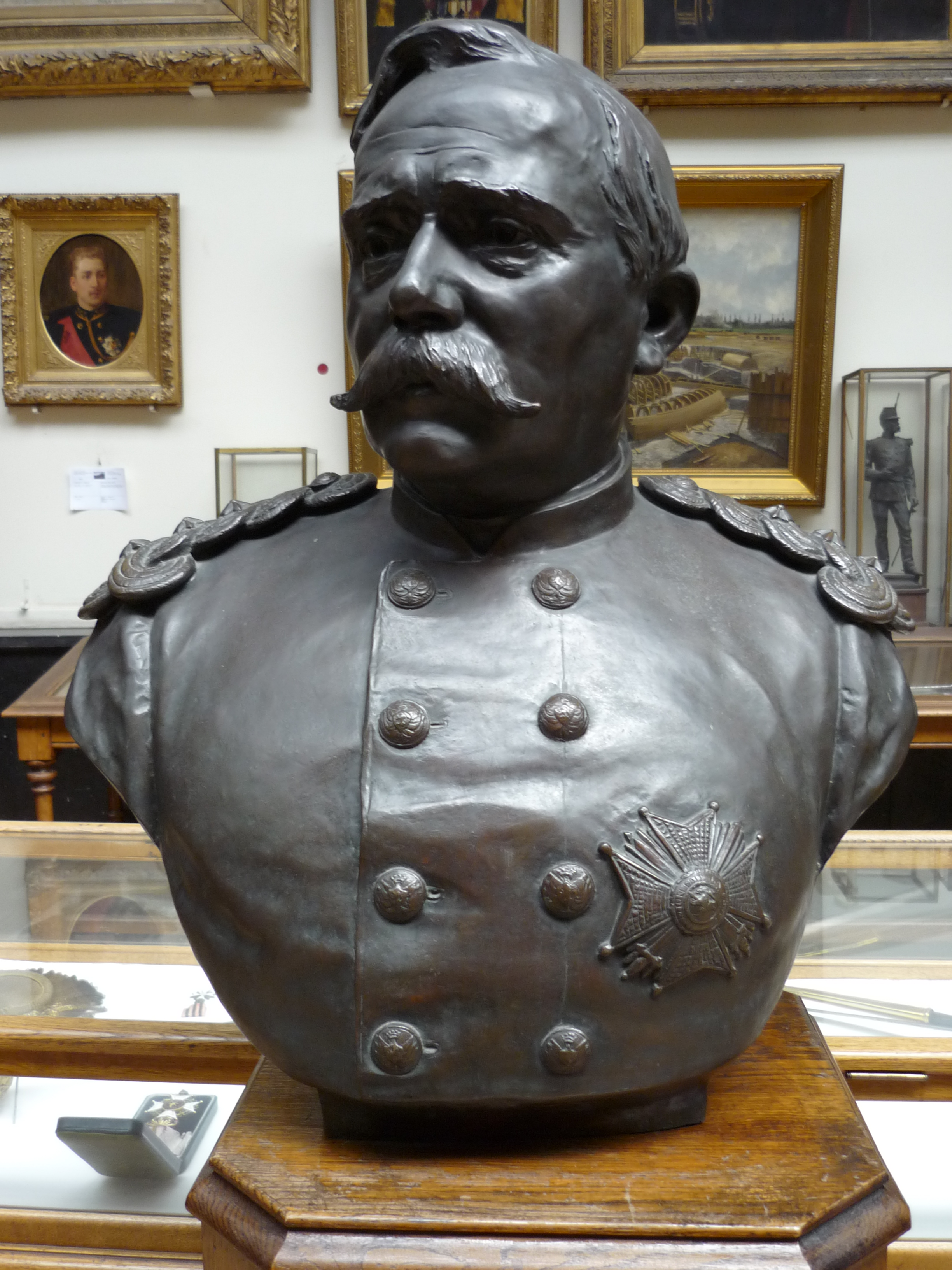
Buste d'Henri-Alexis Brialmont au musée royal de l'armée et de l'histoire militaire

La carrière d’architecte militaire d’Henri-Alexis Brialmont débute véritablement en 1857, lorsqu’il dessine la nouvelle position fortifiée d'Anvers. Cette première expression de son génie, inspirée de sa visite officielle des nouvelles fortifications allemandes (Coblence, Germersheim, Koenigsberg, Minden, Rastadt), qu’il fut chargé d’étudier en 1855, sont à même de faire face au canon rayé. Introduit dans les parcs de siège en 1859, le canon rayé est considéré comme le premier développement majeur de l’artillerie au cours de la seconde moitié du XIXe siècle.
Revenu d’Allemagne « avec des idées plus précises, plus rationnelles sur la constitution des grandes places de guerre, ayant dégagé des derniers limbes qui l’enveloppaient la formule du « camp retranché », qu’il s’agissait de considérer comme un établissement permanent »», c'est à Anvers qu’il réalise ses premières coupoles d’artillerie cuirassées.
Les idées de Brialmont, en contradiction « avec tous ceux qui se piquaient d’être les détenteurs de la pure doctrine », font scandale. C’est d’ailleurs la raison pour laquelle il se sert du nom d’emprunt de Keller pour publier ses plans.
En 1858, le général russe Édouard Totleben, l'ingénieur militaire qui avait construit les défenses grâce auxquelles Sébastopol avait pu soutenir un siège d’un an avant de tomber, pendant la guerre de Crimée, visite la place forte d’Anvers. À cette occasion, on lui soumet les différents projets pour l’établissement des nouveaux ouvrages fortifiés autour d’Anvers, sans en préciser les auteurs. Sans hésiter, il choisit le « projet Keller », donc celui de Brialmont. Les détracteurs se taisent et les plans de la place forte d’Anvers sont examinés et approuvés en avril 1859. Les travaux commencent en mars 1860 et s’achèvent, après maintes modifications des plans primitifs, en 1864.
En 1863, à la suite de l’introduction du canon rayé dans les parcs de siège, développement qu’il ignorait au moment de la conception des forts d’Anvers, Brialmont publie Études sur la défense des États et sur la fortification, où il justifie la conception du système défensif belge et le système de fortifications permanentes appliqué à Anvers, qu’il juge parfaitement apte à résister au canon rayé.
En 1869, il publie son Traité de fortification polygonale. La guerre de 1870 prouve sans appel aux ingénieurs militaires français que le tracé bastionné (selon les conceptions de Vauban) est désormais complètement dépassé et que seul le tracé polygonal (défendu par Brialmont) peut être envisagé. Durant cette guerre, Brialmont qui est le chef d’État-Major général de l’Armée d’Anvers, constate la faiblesse des fortifications sur la rive gauche de l’Escaut. Sous son impulsion, on réalise une seconde enceinte fortifiée autour d’Anvers.
En 1877, il est promu lieutenant-général.
En 1882, il publie La situation militaire de la Belgique. Travaux de défense de la Meuse, où il expose ses idées sur la fortification de la vallée de la Meuse à Liège et à Namur.
Pourtant, il tombe en disgrâce en 1883 (mis en non-activité par mesure d’ordre, par arrêté royal du 14 juillet 1883) pour avoir répondu favorablement à l’appel de Carol Ier, roi de Roumanie, en vue d’une étude du système défensif de son pays. Il s’agissait de protéger Bucarest par une ceinture de forts, comparable à celles qu’il imagine pour Liège et Namur. Bucarest, centre commercial, siège du gouvernement et principal nœud de communications de la Roumanie, avait été choisi pour devenir la place d’armes où se regrouperaient toutes les forces militaires du pays qui s'y défendraient jusqu’à l’arrivée de renforts envoyés par les pays alliés. Une fois cette décision prise, Brialmont est appelé en Roumanie comme conseiller, puis est chargé d’établir les plans des fortifications. Son projet prévoit une ceinture de dix-huit grands forts situés à environ quatre kilomètres l’un de l’autre et appuyés par des batteries intermédiaires. Ce dernier point est particulièrement intéressant car Brialmont est hostile à l’installation de batteries entre les ouvrages prévus pour Liège et Namur. Les forts de Bucarest sont du même modèle que ceux prévus en Belgique : une redoute centrale armée de canons et d’obusiers en tourelles, entourée d’un fossé, d’une muraille détachée et de galeries de contrescarpe. La redoute comporte aussi une batterie à ciel ouvert de quatre obusiers.
L’empire austro-hongrois prend ombrage de ces projets. Afin de calmer le jeu, le gouvernement belge décide de mettre Brialmont provisoirement sur la touche. Toutefois, cet impair de Brialmont lui est vite pardonné et il est rétabli dans ses fonctions d’inspecteur général du Génie et des Fortifications, par arrêté royal du 16 janvier 1884.
En 1886, dans le sillage de la « crise de l’obus-torpille », Auguste Beernaert, chef du gouvernement belge, fait voter, non sans peine, le budget nécessaire à la construction des têtes de pont de Liège et de Namur, que l’on peut considérer comme le chef-d’œuvre de Brialmont dans le domaine de la fortification permanente. Il en avait déjà exposé les grandes lignes dans La situation militaire de la Belgique. Travaux de défense de la Meuse, publié en 1882.
Les travaux s'étalent entre 1888 et 1891 (divisés en trois campagnes d'un an). Mais pour avoir dépassé le budget prévu, Brialmont est blâmé et contraint, cette fois, de prendre sa retraite, le 7 juin 1892. Le même mois, Brialmont est élu à la Chambre des représentants, ce qui lui permet de défendre ses idées dans l'enceinte du parlement. Il appartient au parti libéral, à une époque où ses principaux détracteurs d'antan, en premier lieu Walthère Frère-Orban, avaient disparu de la scène politique.

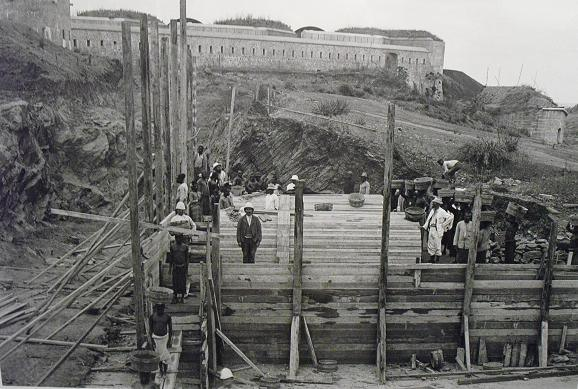
Travaux au fort de Shinkakasa en 1899

Riche de son savoir-faire et de sa longue expérience, Brialmont voyage à travers l’Europe. Il établit les plans du camp retranché de Sofia, ainsi que les plans des défenses du Bosphore, des Dardanelles et de Constantinople. Il dresse également les plans du fort de Shinkakasa, construit en 1891, à Boma, par l’État indépendant du Congo pour défendre l’accès au fleuve Congo, notamment contre les Portugais de l’Angola.
D’une manière générale, les critiques qu’il essuye tout au long de sa carrière sont emblématiques de la Belgique et prouvent que nul n’est prophète en son pays. De plus, conscient de ce que toutes les invasions venant de l'est vers ce qui est désormais le territoire belge, étaient passées entre Maastricht et Visé, Brialmont avait réclamé un fort supplémentaire dans cette région, ce qui lui fut refusé par les parlementaires. Lors d'un échange vif, Brialmont aurait prophétisé : « Messieurs, vous en pleurerez des larmes de sang… ».
Il fut reproché à Brialmont d’avoir dépassé le budget initial des forts de Liège et de Namur de quelque 20 millions de francs-or. Ceux-ci avaient coûté au total 71,5 millions de francs or, somme certes considérable pour l’époque, mais si l’on prend en compte le fait qu'il n'y eut peu, voire aucune critique quant au dépassement budgétaire d'autres grandes constructions contemporaines, comme celle du Palais de justice de Bruxelles (45 millions de francs-or) ou celle des nouveaux quais de l'Escaut et des ascenseurs à bateaux (environ 72 millions de francs-or), on peut s'étonner de la réaction des parlementaires.

## Vauban belge
En tout état de cause, Brialmont peut réellement être considéré (avec le Français Séré de Rivières et l'Allemand Biehler) comme le Vauban de la fin du XIXe siècle, d’autant qu’il fut confronté à des progrès permanents dans le domaine de l’artillerie, alors que Vauban n’a jamais connu que des canons à âme lisse qui n’ont guère évolué de son vivant. Toute la vie de Brialmont a tourné autour de la lutte séculaire entre la flèche et le bouclier, le boulet et la muraille, l’obus-torpille et la voûte de béton.
Les forts de Liège et de Namur ont forcé l’admiration de tous les experts internationaux de l’époque, du moins jusqu’en 1914. Lucide, Brialmont n’a cependant cessé de marteler tout au long de sa carrière qu’un ouvrage fortifié, aussi moderne soit-il, ne sert à rien si ceux qui sont appelés à s’en servir ne sont pas convaincus de la nécessité de défendre le territoire, et s’il n’est pas adapté en permanence aux progrès incessants de l’artillerie de siège. Or, c’est ce qui s’est produit en Belgique en 1914 : lors de l’attaque allemande, les défenses belges étaient insuffisantes, l’armement des forts n’avait reçu aucune amélioration depuis 1891, et la défense par l'armée de campagne des intervalles entre les forts, pourtant primordiale, laissait à désirer par manque d'entraînement sur le terrain. L’œuvre de Brialmont, aussi remarquable fût-elle dans sa conception, se révéla donc imparfaite dans sa réalisation à cause de l'influence politique motivée par des considérations budgétaires.
Cependant, lors de l'invasion par l'armée allemande en août 1914, les garnisons des forts de Liège résistèrent plusieurs jours, ce qui fut présenté comme ayant retardé l'application du plan Schlieffen (qui postulait d'obtenir rapidement la défaite de la France par une surprise obtenue en traversant la Belgique) : la presse française de l'époque couvrit les défenseurs belges d'éloges. L'armée de campagne belge (la 3e division) s'étant repliée et le général Leman s'étant enfermé dans le fort de Loncin, les forts se retrouvèrent isolés dès le 6, les derniers se rendant le 16 août. Quant à Anvers, une des plus grandes places fortes d'Europe avec ses trois lignes de fortifications, tint depuis la fin août jusqu'au début d'octobre, les forts y étant soutenus par l'armée de campagne qui réalise trois sorties, avec évacuation finale au moment de la course à la mer.

## Galerie média

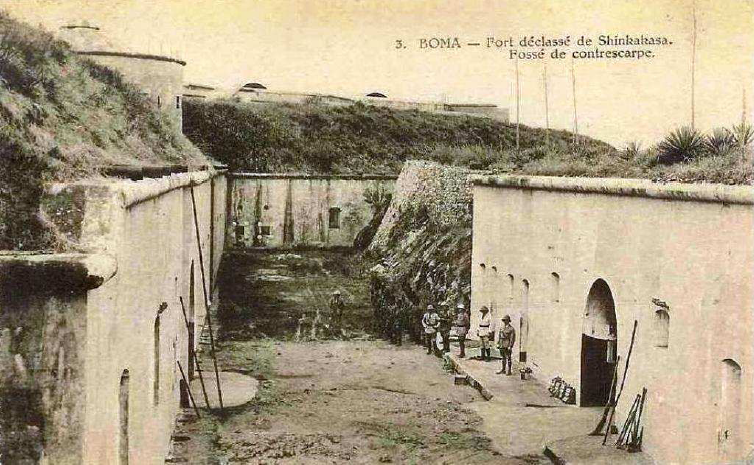
Le fossé de contre-escarpe du fort de Shinkakasa.
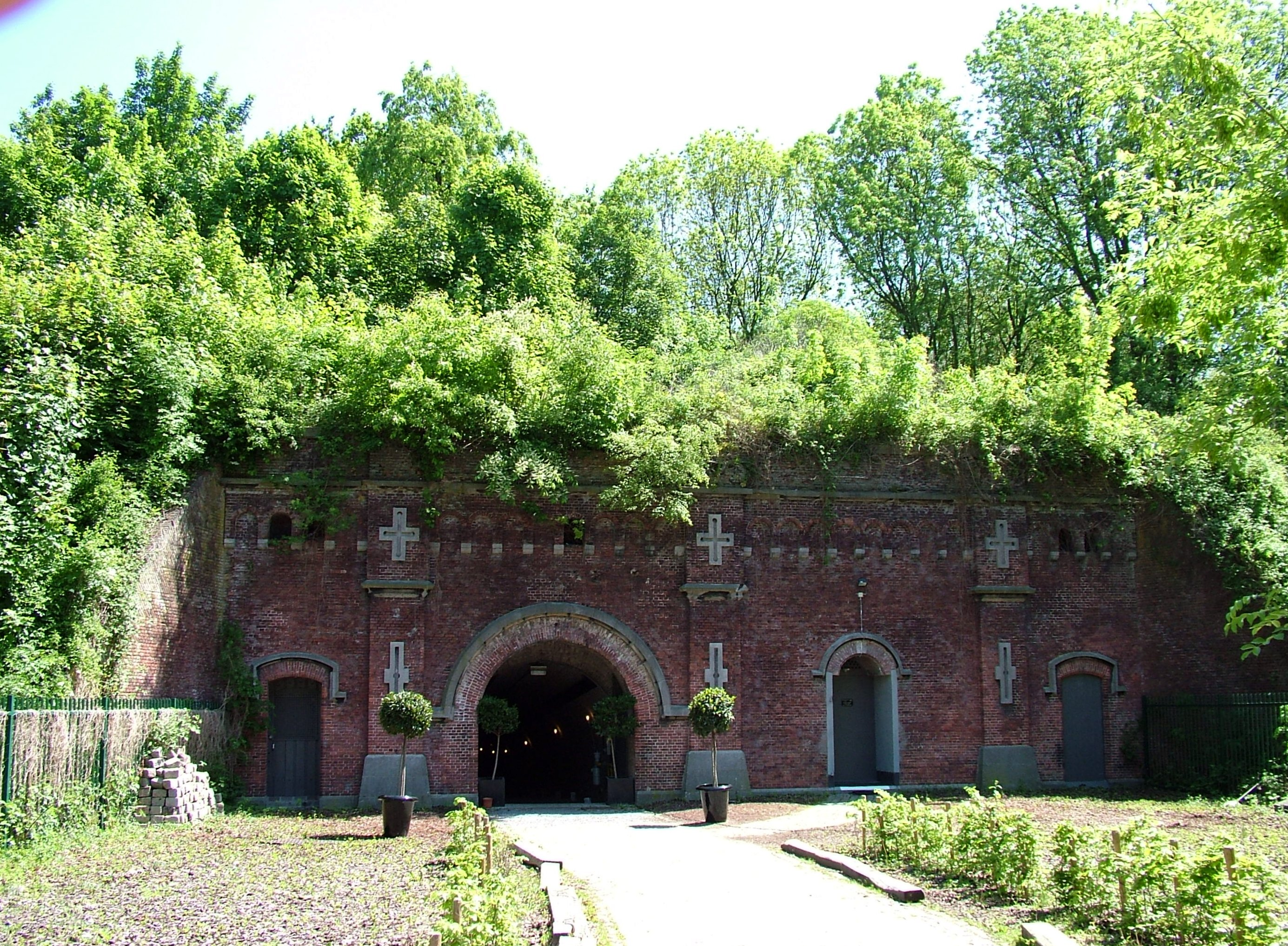
L'entrée du fort d'Hoboken
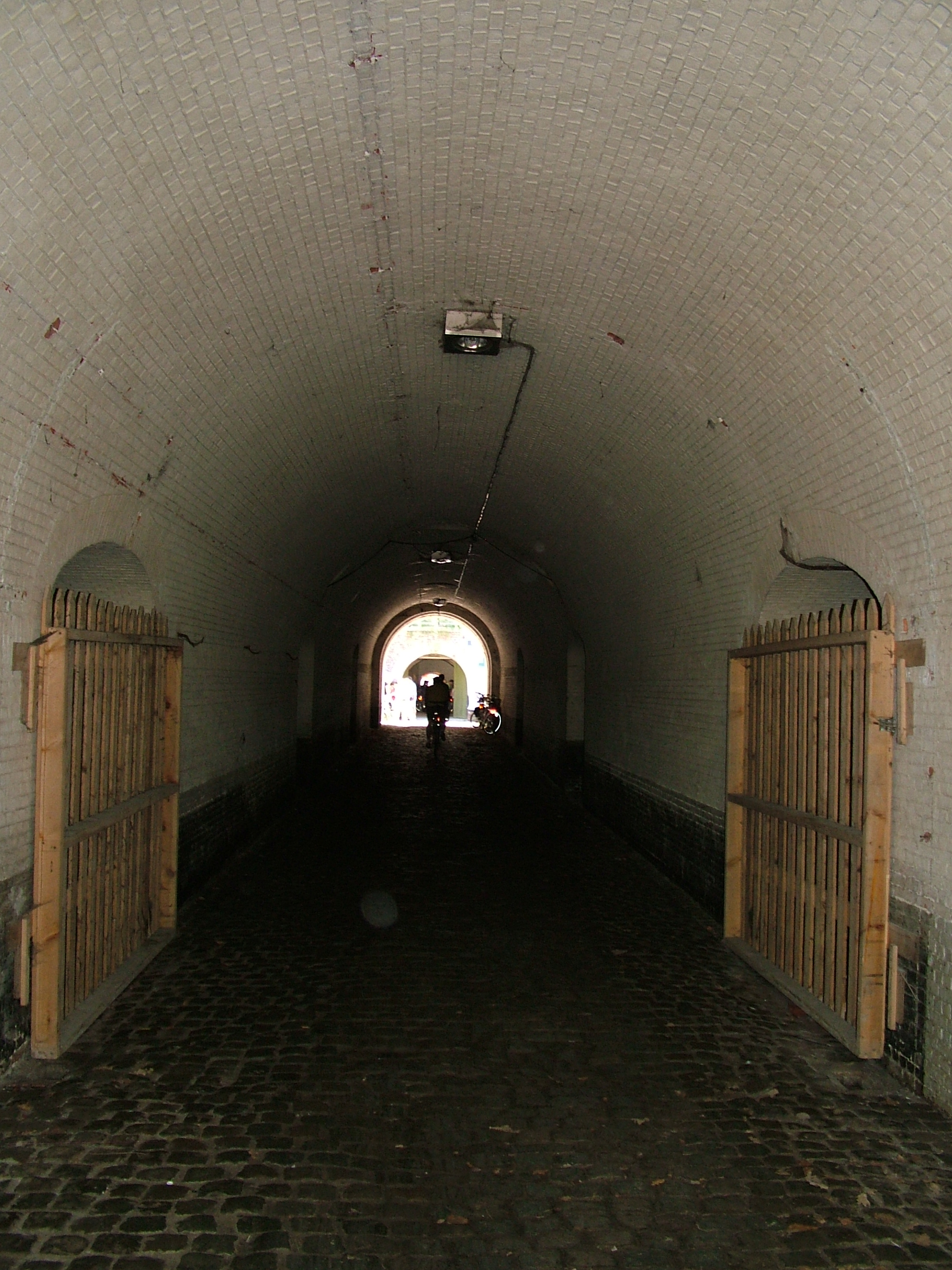
Tunnel d'accès entre l'entrée et le fossé au fort d'Hoboken.
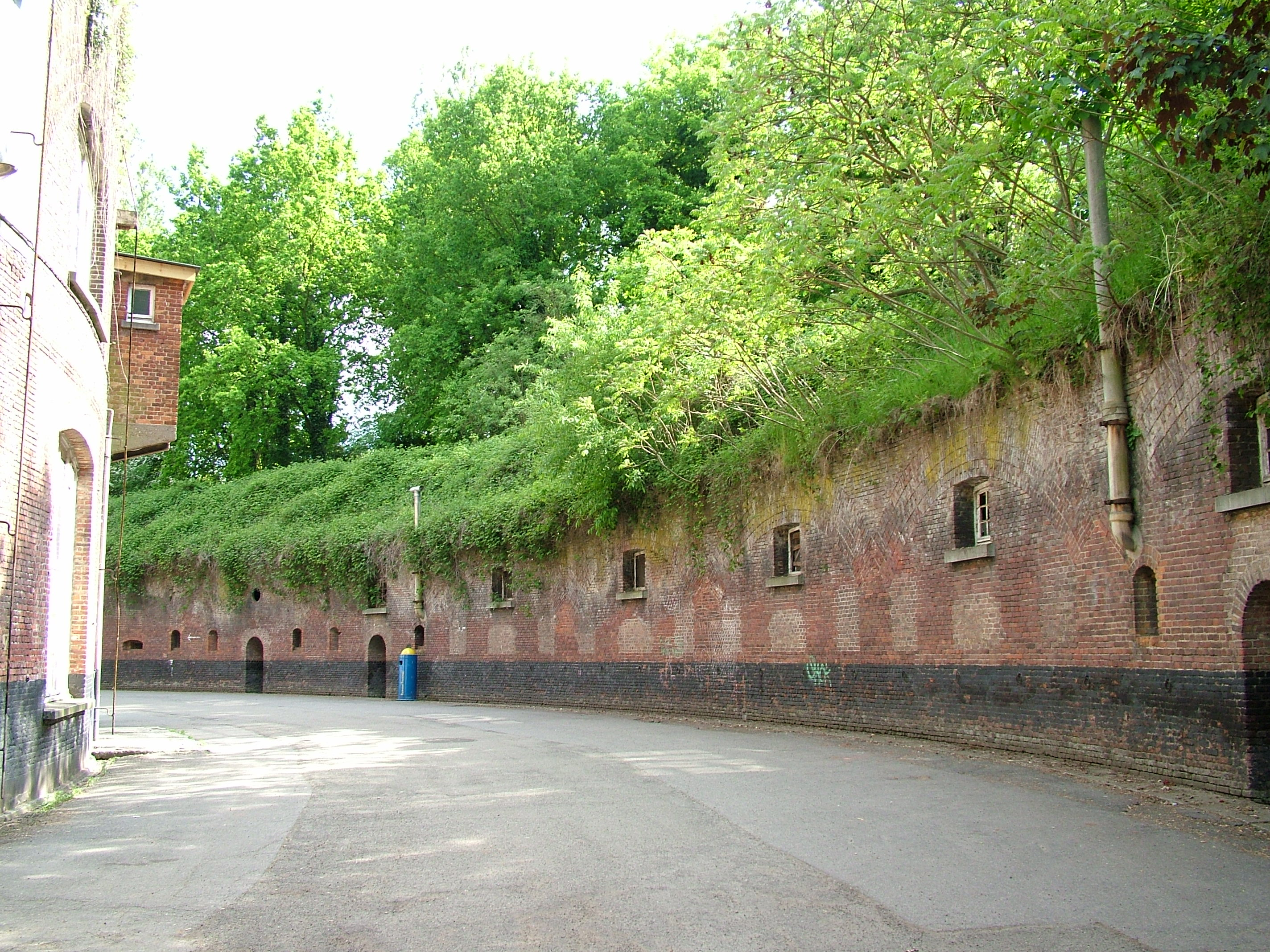
Fossé du fort de Wommelgem.
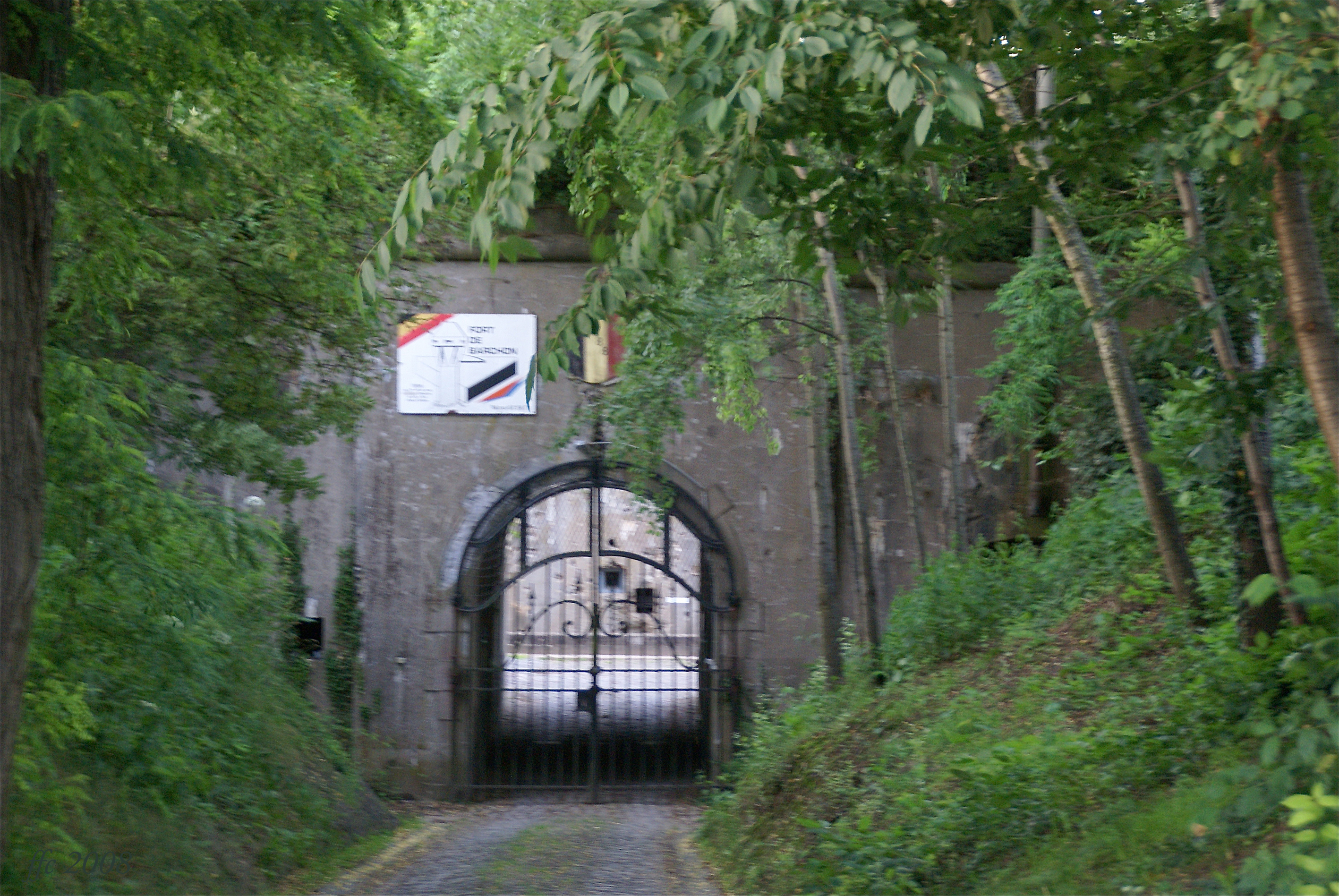
L'entrée du fort de Barchon..

## Publications
La liste des ouvrages publiés par Brialmont, donnée ci-dessous, témoigne de l'ardeur et de la constance avec lesquels il a — plus sans doute que tout autre militaire belge — défendu ses idées, dans des livres, des pamphlets et des articles. Il a en outre écrit des œuvres historiques, en particulier des biographies consacrées à de grands militaires. Toutes ses publications ont paru à Bruxelles.
- Œuvres militaires de Simon Stevin, 1846.
- Notice sur la conservation des poudres de guerre, in: Annales des Travaux publics de Belgique, 1849.
- Éloge de la guerre ou réfutation des doctrines des Amis de la paix, 1850.
- Histoire critique des négociations relatives au Traité du 11 décembre 1831, prescrivant la démolition des forteresses, in: Le Spectateur militaire, 1850.
- De l'armée et de la situation financière, 1850.
- De la guerre, de l'armée et de la garde civique, 1850.
- Faut-il fortifier Bruxelles? Réfutation de quelques idées sur la défense des États, par un officier du génie, 1850.
- Réponse d'un officier du génie à M. Vande Velde, pour faire suite à l'ouvrage intitulé : « Faut-il fortifier Bruxelles?, 1850.
- Précis d'art militaire (publications de l'Encyclopédie militaire), 4 volumes, 1851.
- Considérations politiques et militaires sur la Belgique, 3 volumes, 1851-1852.
- Utilité de la marine militaire, 1853.
- Projet de réorganisation de la marine militaire belge, par un ancien officier du génie, 1855.
- Réflexions sur la marine militaire belge (1830-1835), 1855.
- Défense du projet d'agrandissement général d'Anvers, présenté par MM. Keller et consorts, 1855.
- Histoire du duc de Wellington, 3 volumes, 1856-1857.
- Résumé d'études sur les principes généraux de la fortification des grands pivots stratégiques. Application à la place d'Anvers, 1856.
- Défense de l'Escaut, 1856.
- De la fortification des grands pivots stratégiques. Réponse au colonel Augoyat, 1857.
- Agrandissement général d'Anvers. Réfutation des critiques dont le projet de grande enceinte a été l'objet, 1858.
- Réponse à une note de M. Eenens. De l'emploi de l'artillerie aux travaux de défrichement (Académie royale de Belgique, t. XVI), 1859.
- La vérité sur la question d'Anvers par le général Bonsens, 1859.
- Manifestation du peuple belge en 1860.
- Système de défense de l'Angleterre. Observation critique sur la commission d'enquête nommée en 1859, 1860 (*).
- Complément de l'œuvre de 1830. Établissements à créer dans les pays transatlantiques, 1860.
- Réorganisation de la marine nationale en Belgique, 1860.
- Question des canons. Réponse A M. Féréol-Fourcault, par le capitaine Gargousse, 1861.
- Le système cellulaire et la colonisation pénale. Réponse à M. E. Ducpétiaux, in: Revue britannique, 1861.
- Marine militaire. Nouvelles considérations sur l'utilité d'une marine militaire, 1861.
- Étude sur la défense des États et sur la fortification, 3 volumes, 1863.
- Les nouvelles fortifications d'Anvers. Réponse aux critiques de Mangonneau, ancien ingénieur, 1863 (*).
- La guerre du Schleswig, envisagée au point de vue belge, 1864.
- Le corps belge au Mexique. Considérations en faveur de l'organisation de ce corps, par un officier d'état-major, 1864.
- Réflexions d'un soldat sur les dangers qui menacent la Belgique. Réponse à M. Dechamps, ministre d'État, 1865.
- Réponse au pamphlet: « Anvers et M. Brialmont, avec plan de la position d'Anvers », 1865.
- La Belgique doit armer, 1866.
- Réorganisation du système militaire de la Belgique, par un officier supérieur, 1866.
- Considérations sur la réorganisation de l'armée. Justification du quadrilatère. Le volontarisme jugé au point de vue belge, etc., 1866.
- Étude sur l'organisation des armées, et particulièrement de l'armée belge, 1867.
- Utilité de la citadelle du Nord, 1868.
- Traité de fortification polygonale, 2 volumes, 1869.
- La fortification polygonale et les nouvelles fortifications d'Anvers. Réponse aux critiques de MM. Prévost et Cosseron de Villenoisy, 1869.
- La fortification polygonale jugée par le général Tripier, in: Revue militaire française, 1870.
- Observations critiques sur l'enseignement de la fortification à l'École militaire de Bruxelles, 1870.
- Le service obligatoire en Belgique, par un colonel de l'armée, 1871.
- Réponse aux adversaires du service obligatoire, par un colonel de l'armée, 1871.
- La vérité sur la situation militaire de la Belgique en 1871.
- Ce que vaut la garde civique. Étude sur la situation militaire du pays, 1871.
- Projet de réorganisation de l'infanterie belge. Conférence donnée à MM. les officiers du corps d'état-major le 6 février Ì871.
- Le service obligatoire. Réponse à MM. Frère-Orban et Hymans, 1872.
- L'armée, la presse et les partis en Belgique. Lettre adressée à la « Belgique militaire », 2e édition, revue et corrigée, 1872.
- La fortification à fossés secs, 2 volumes, 1872.
- La fortification improvisée, 2e édition, revue et augmentée, 1872.
- Étude sur la fortification des capitales et l'investissement des camps retranchés, 1873.
- Le service obligatoire et le remplacement; erreurs, mensonges et vérités. Bases d'un projet de loi sur la milice, 1873.
- Les adversaires du service obligatoire mis au pied du mur, 1873.
- Imprévoyance et impérities, in: La Belgique militaire, 1873.
- Le remplacement par l'État, dernière planche de salut des adversaires du service obligatoire, 1873.
- Situation politique et militaire des petits États et particulièrement de la Belgique, 1874.
- La vérité sur le remplacement militaire et le service personnel, 1874.
- L'Angleterre et les petits États à la Conférence de Bruxelles, par le général T., 1875.
- Causes et effets de l'accroissement successif des armées permanentes, 1876.
- La défense des États et les camps retranchés, 1876.
- Symptôme de décadence à propos de la question de la défense nationale, 1876.
- La fortification du champ de bataille, 1878.
- Manuel des fortifications de campagne, 1879.
- Étude sur la formation de combat de l'infanterie, l'attaque et la défense des positions et des retranchements, 1880.
- La tactique de combat des trois armes, 2 volumes, 1881.
- La situation militaire de la Belgique, 1882.
- Le général comte de Todleben. Sa vie et ses travaux, 1884.
- Le général de Blois. Sa vie et ses ouvrages, 1885.
- La fortification du temps présent, 2 volumes, 1885.
- Les fortifications de la Meuse, 1887.
- M. Frère et les travaux de la Meuse, 1887.
- Les fortifications de la Meuse. Réponse au colonel Crousse, 1887.
- Réponse aux objections de M. le général Chazal, contre les fortifications de la Meuse, 1887.
- L'influence du tir plongeant et des obus torpilles sur la fortification, 1890.
- Situation actuelle de la fortification. Idées et tendances de la nouvelle école, 1890.
- La fortification de l'avenir, d'après les auteurs anglais, 1890.
- Notice sur le général Liagre, in: Annuaire de l'Académie, 1892.
- Étude sur l'infanterie légère, l'organisation et l'emploi des troupes du génie, 1893.
- Ce que Bazaine a fait à Metz, in: Revue internationale de Dresde, 1893.
- Notice sur Henri Maus, in: Annuaire de l'Académie, 1895.
- La défense des États et la fortification de la fin du XIXe siècle, 1895.
- La défense des côtes et les têtes de pont permanentes, 1896.
- Progrès de la défense des États et de la fortification depuis Vauban, 1898.
- Affaiblissement de la place d'Anvers, projet du Gouvernement, 1900.
- Notice sur Emile Banning, in: Annuaire de l'Académie, 1901.
- Agrandissement d'Anvers. Critique des résolutions de la sous-commission militaire, 1901.
- Anvers et Termonde. Critique des résolutions de la commission mixte, 1901.
- Organisation et composition des troupes du génie et de l'état-major de cette arme, 1901.

## Hommages et distinctions

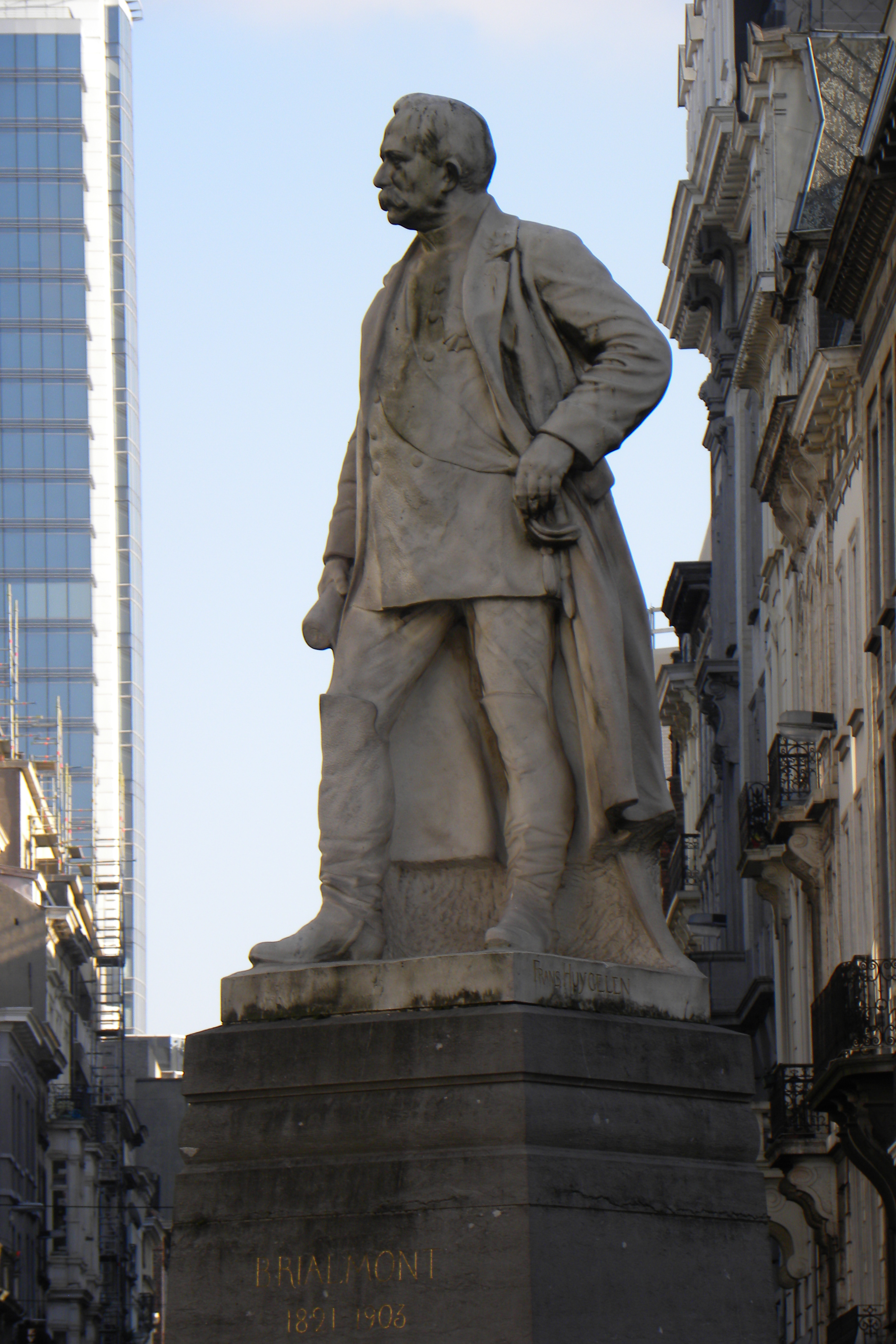
Statue de Brialmont à Bruxelles.

- Chevalier de l'ordre de Léopold par arrêté royal du 19 juillet 1856 ;
- Officier de l'ordre de Léopold par arrêté royal du 2 septembre 1859 ;
- Commandeur de l'ordre de Léopold par arrêté royal du 5 novembre 1870 ;
- Chevalier de 2e classe, avec plaque, de l'Ordre de la Couronne de Saxe le 24 mars 1876 ;
- Grand officier de l'ordre de Léopold par arrêté royal du 8 décembre 1880 ;
- Décoré de la Croix militaire par arrêté royal du 25 mars 1885 ;
- Grand cordon de l'ordre de Léopold par arrêté royal du 11 juin 1888.
- Lors de sa séance du 23 septembre 1903, le conseil communal de Saint-Josse-ten-Noode a voté une résolution pour rebaptiser la rue de l'Équateur en rue Brialmont  (50° 51′ 13″ N, 4° 22′ 02″ E). C'est au numéro 7 de cette rue que se trouve l'hôtel ou Henri-Alexis Brialmont a vécu de longues années et que son épouse et lui-même sont décédés [6]. À une date inconnue, une plaque commémorative fut fixée sur la façade de l'immeuble.
- Peu de temps après son décès une souscription est lancée pour ériger un monument  à sa gloire. Dès avril 1904, il est question de l'ériger Place Madou à Saint-Josse-ten-Noode. En octobre 1905, il est question du rond-point de la rue de la Loi à Bruxelles mais ce projet est vite critiqué. Faute de fonds suffisants, le comité chargé du projet en appelle aux pouvoirs publics, le monument serait érigé place Fontainas à Bruxelles et confié à la réalisation du sculpteur Thomas Vinçotte. Le 27 mai 1928, en présence du roi Albert Ier une statue, due à Frans Huygelen, fut inaugurée à Bruxelles, place de Louvain (50° 50′ 52″ N, 4° 21′ 47″ E) à proximité du Parlement fédéral belge. D'un style non conformiste, elle présente le général en habit militaire de campagne au lieu d'être figé dans une posture officielle, en grand uniforme. Elle le campe dans une attitude plus conforme à sa personnalité, en tenue sobre dans une attitude dynamique correspondant au souvenir que ses familiers ont gardé de lui, celle d'un ouvrier (il rappelait avoir été élevé comme un ouvrier agricole) arpentant les travaux de fortification, les pieds dans la boue[7].